# Beniamino Rosati
Beniamino Rosati (Sant'Eusanio del Sangro, 8 febbraio 1881 – Sant'Eusanio del Sangro, 13 novembre 1978) è stato un medico e ambientalista italiano.
Fu amico e medico del filosofo Benedetto Croce, e lo sostenne nella fondazione del Partito Liberale Italiano.

## Biografia
Beniamino Rosati fu uno dei medici più noti e stimati nella Napoli del Novecento, nonché amico di intellettuali, artisti ed uomini di cultura, seguendo in questo quasi una vocazione familiare poiché già lo zio Filippo De Titta conobbe Gabriele D'Annunzio sin da quando era ancora neonato e frequentò abitualmente Francesco Paolo Michetti ed Eduardo Scarfoglio.
Nato a Sant'Eusanio del Sangro l'8 febbraio 1881, Beniamino Rosati ebbe come primo maestro lo zio Filippo, mentre successivamente, rimasto orfano di madre, proseguì gli studi in convitto a Roma e quindi a Napoli ove si laureò in medicina e dove, assecondando una forte inclinazione per la cultura letteraria, conobbe nel 1905 Benedetto Croce restandovi sempre in cordiali rapporti.
Volontario nella Grande Guerra nonostante il diritto di esonero fu ufficiale medico e pilota distinguendosi nella cura dei feriti con tecniche innovative, specie nel campo dei congelamenti, e meritando la fama di “luminare del bisturi” che lo accompagnò per gli oltre settant'anni di professione svolti tra Napoli e la Valdisangro.
Paragonabile ad Antonio Cardarelli per occhio clinico e capacità professionali, Rosati fu punto principale di riferimento di parecchie generazioni e considerato un vero e proprio oracolo della scienza medica tanto che quando egli di fronte ad un ammalato sentenziava che ormai non c'era più niente da fare era legittimo perdere ogni speranza di accanimento terapeutico. Lui, d'altronde, era votato alla professione con tutta l'anima e, capace di effettuare ardite e complesse operazioni chirurgiche anche in condizioni precarie e di fortuna, fu medico onesto e scrupoloso che non selezionò mai i pazienti in base alle loro possibilità economiche, ma anzi prestò volentieri la propria opera gratuitamente o dietro irrisorio compenso ai più bisognosi e poveri.
Docente universitario a Napoli, ebbe la revoca della cattedra per non aver prestato il prescritto giuramento al fascismo e durante la seconda guerra mondiale fu tra i più attivi organizzatori dei partigiani della Valdisangro, tanto che dopo il 25 aprile 1945 venne chiamato a far parte della Consulta Nazionale, uscendone però deluso e amareggiato al punto di rifiutare di candidarsi per la Costituente con il Partito Liberale nonostante le vive insistenze di Croce.
Definendo la politica “attività nobile finita nel pieno della tempesta sociale e morale destinata a portare l'umanità all'estinzione” preferì restarne lontano assecondando la sua personale inclinazione ed autodefinendosi:
Vissuto dapprima a San Potito e poi, dagli anni cinquanta, in una minuscola abitazione al Vomero, il dottor Rosati esercitò la sua professione assistendo Benedetto Croce fino agli ultimi istanti di vita e combattendo battaglie che, per l'epoca, sembravano assolutamente visionarie: tornando spesso presso la casa natale di Sant'Eusanio del Sangro, dove viveva con la sorella e una governante, egli avviò sulle colonne della «Rivista Abruzzese» una strenua lotta contro l'industrializzazione che si acuì dal 1963, non appena si diffuse la notizia che una raffineria di petrolio sarebbe sorta nella pianura del Sangro. Per trovare appoggio alle sue idee egli raccolse attorno a sé Alda ed Elena Croce, Raffaele Mattioli, Ignazio Silone, Federico Spoltore, Corrado Marciani, Emiliano Giancristofaro e Antonino Di Giorgio, e con loro fondò la sezione abruzzese di Italia Nostra che riuscì a fermare l'insediamento della SangroChimica anche grazie alle sue accese “lettere aperte” indirizzate, tramite il quotidiano «Il Mezzogiorno», all'Arcivescovo di Chieti, al Ministro della Sanità Remo Gaspari e ad altre autorità dello Stato.
Autore di collage e disegni che rappresentavano cinquant'anni di vita italiana denunciandone le brutture e gli scandali ed esaltandone le bellezze, Rosati negli ultimi anni di vita iniziò a sistemare la biografia di Gabriele D'Annunzio manoscritta dallo zio Filippo De Titta e che poi donò alla «Rivista Abruzzese» sentendo l'aggravarsi delle sue condizioni di salute. Allontanatosi da Napoli visse e lavorò a Sant'Eusanio fino all'età di 97 anni, quando si spense il 13 novembre 1978. Al suo paese lasciò il palazzo di famiglia destinandolo a museo o centro di studi storici, mentre chiese che i quadri regalatigli da Michetti fossero venduti al fine di istituire una borsa di studio per i giovani più promettenti del suo paese natale, Sant'Eusanio del Sangro.

## Opere
- Infezioni chirurgiche criptogenetiche : (Istituto di patologia e Clinica dimostrativa chirurgica, diretto dal prof. D. Morisani), Lanciano, Tip. F. Masciangelo, 1914
- Osservazioni e proposte sui Servizi chirurgici in Guerra, Roma : Tip. E. Voghera, 1917
- Perchè Michetti depose i pennelli,  Rivista abruzzese : rassegna trimestrale di cultura A. XXV (1972), n. 2, Lanciano
- (a cura), L'infanzia e l'adolescenza di Gabriele D'Annunzio nelle memorie di un compagno abruzzese, Rivista abruzzese 1978
- La lotta alla Sangro chimica e i collages; a cura di Emiliano Giancristofaro ; presentazione di Domenico Carulli, Lanciano : Rivista abruzzese, 2003